# Geraea
Geraea es un género de plantas fanerógamas perteneciente a la familia de las asteráceas.  Comprende 2 especies descritas y  aceptadas.

## Taxonomía
El género fue descrito por Torr. & A.Gray y publicado en Proceedings of the American Academy of Arts and Sciences 8: 657. 1873. La especie tipo es Geraea canescens Torr. & A.Gray

## Especies aceptadas
A continuación se brinda un listado de las especies del género Geraea aceptadas hasta julio de 2012, ordenadas alfabéticamente. Para cada una se indica el nombre binomial seguido del autor, abreviado según las convenciones y usos.
- Geraea canescens Torr. & A.Gray
- Geraea viscida S.F.Blake